# Iso Mutsu
La comtesse Iso Mutsu (陸奥 イソ), née Gertrude Ethel Passingham en octobre 1867 à Oxford au Royaume-Uni et décédée à l'âge de 62 ou 63 ans à Kamakura au Japon, est une femme britannique, épouse d'un aristocrate japonais diplomate. Elle émigre au Japon avec lui en 1910 et vit à Kamakura jusqu'à sa mort en 1930,. Elle rédige en 1918 le guide Kamakura: Fact and Legend.

## Biographie
Le comte Hirokichi Mutsu, fils du ministre japonais des Affaires étrangères Mutsu Munemitsu, rencontre et tombe amoureux de la fille de son locateur, Gertrude Ethel Passingham, pendant ses études à Cambridge. Son père est cependant fortement opposé à ce qu'il épouse une étrangère doublée d'une roturière. La famille de la jeune femme est également opposée à cette union mais, après la mort de son père, lorsque Mutsu est nommé consul à San Francisco, il la convainc de l'accompagner, et ce, en dépit du fait qu'ils ne s'étaient pas revu depuis cinq années. En raison de son statut de diplomate, le mariage ne peut avoir lieu et pour rester à ses côtés, elle doit prétendre être une gouvernante d'enfants. C'est avec ce mensonge qu'elle arrive au Japon pour la première fois en 1901. Quatre ans plus tard, le mariage est autorisé par le gouvernement impérial et, après 17 ans de courtoisie et de dissimulation, le couple se marie à Londres en 1905. En raison du protocole, elle prend la citoyenneté japonaise et adopte un nom japonais. Son mari propose Iso (磯) qui signifie « bord de mer », parce qu'elle aime beaucoup la plage et parce qu'il sonne un peu comme son deuxième prénom Ethel. Après le mariage, elle suit son mari autour du monde pour finalement rentrer au Japon et ne plus en partir. Elle aime ce pays et réussit parfaitement à s'adapter, donnant même des leçons d'anglais à des membres de la famille impériale, dont le prince Yasuhito Chichibu, le frère de l'empereur Hirohito.
Elle meurt à Kamakura  en 1930 et ses funérailles ont lieu dans une église chrétienne méthodiste. Après cette cérémonie, l'abbé adjoint du grand temple zen Engaku-ji prononce un éloge et récite un sūtra pour son âme.
Elle est enterrée dans le yagura de la famille Mutsu dans le cimetière du Jufuku-ji à Kamakura, près des cénotaphes des grandes figures historiques Hōjō Masako et Minamoto no Sanetomo. Son fils Ian Mutsu deviendra un célèbre journaliste et réalisateur de documentaire.

## GuideKamakura: Fact and Legend

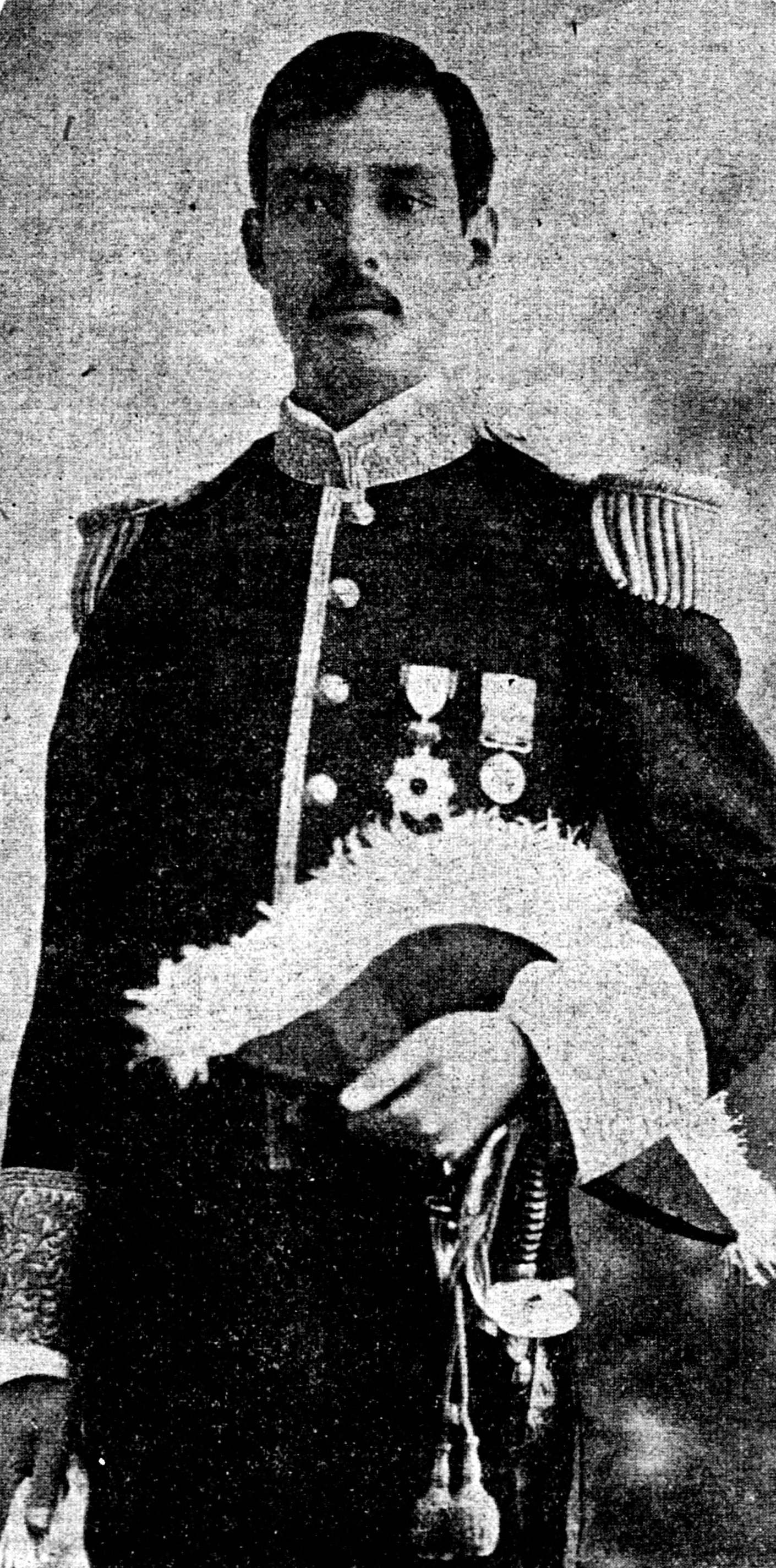
Le comte Hirokichi Mutsu en 1899.

Iso Mutsu est l'une des premières personnes étrangères au Japon à réaliser le passé extraordinaire de Kamakura et l'intérêt de ses temples. Elle termine son guide après des années de recherches, durant lesquelles elle discute avec les abbés, les prêtres et les moines des temples. Elle consulte également des documents japonais, dont le fameux Azuma Kagami, une compilation féodale qui décrit avec force détails 80 années de la vie de la ville, ainsi que le Taiheiki, un récit guerrier de la même époque.
Le guide contient une histoire condensée de la ville de Kamakura et une présentation de plus de 40 sites et temples historiques allant d'Enoshima à Ōfuna Kannon. Elle nage dans la baie de Sagami pendant le grand séisme de Kantō de 1923 et décrit cette expérience dans l'édition de 1930 de son guide. Le livre est republié une première fois en 1930, puis en 1995 dans une version mise à jour grâce à une subvention du club de Tokyo, et une dernière fois en 2006.